# ويليام بوافينتورا
ويليام بوافينتورا (بالبرتغالية: William Cleite Boaventura‏) (14 فبراير 1980 ببيلو هوريزونتي في البرازيل - ) هو لاعب كرة قدم برازيلي في مركز الوسط. لعب مع أنورثوسيس فاماغوستا وأيل ليماسول وميتالورغ دونيتسك ونادي أبويل ونادي كوبان كراسنودار وAssociação Desportiva Cabofriense ‏.

## وصلات خارجية
- ويليام بوافينتورا على موقع اتحاد أوكرانيا (الإنجليزية)
- ويليام بوافينتورا على موقع قاعدة بيانات كرة القدم.إي يو (الإنجليزية)
- ويليام بوافينتورا على موقع Soccerway.com (الإنجليزية)
- ويليام بوافينتورا على موقع عالم كرة القدم.نت (الإنجليزية)